# Topola Wilsona
Topola Wilsona (Populus wilsonii C.K. Schneid.) – gatunek drzewa należący do rodziny wierzbowatych (Salicaceae). Pochodzi z Chin. W niektórych rejonach świata jest uprawiana jako roślina ozdobna lub drzewo do nasadzeń krajobrazowych. W Polsce sadzona jest bardzo rzadko, właściwie spotkać ją można tylko w kilku ogrodach botanicznych.
Występuje na tych samych obszarach co Populus lasiocarpa, jednak potrafi rosnąć jeszcze wyżej (1300 – 3300m), a spotkać ją można w dolinach górskich rzek i potoków. Według niektórych źródeł dorasta tam do 25 m wysokości i 90 cm średnicy pnia. Topola ta została znaleziona przez E. H. Wilsona w roku 1907, a następnie przesłana do Arboretum Arnolda. Dziewięć lat później opisał ją Schneider w Plantae Wilsonianae, którą nazwał na cześć odkrywcy P. wilsonii.
W 1956 roku pierwszy raz na świecie wykonano udaną krzyżówkę P. wilsonii z P. lasiocarpa. Dokonali tego Stanisław Bartkowiak i Władysław Bugała w Arboretum Kórnickim. Wyselekcjonowano 6 klonów, które posiadały cechy obu rodziców. Otrzymane mieszańce poprzez zlepek nazw łacińskich nazwano Populus ×wilsocarpa S. Bartkowiak & W. Bugała – nazwa ta została jednak nieprawidłowo opublikowana, przez co traktowana jest jako nieważna. Aktualną nazwą przyjętą dla mieszańców topoli wielkolistnej i topoli Wilsona jest Populus ×kornicensis Böcker & Koltzenburg ex Korbik & Kosiński. W Polsce nosi nazwę topoli kórnickiej

## Morfologia

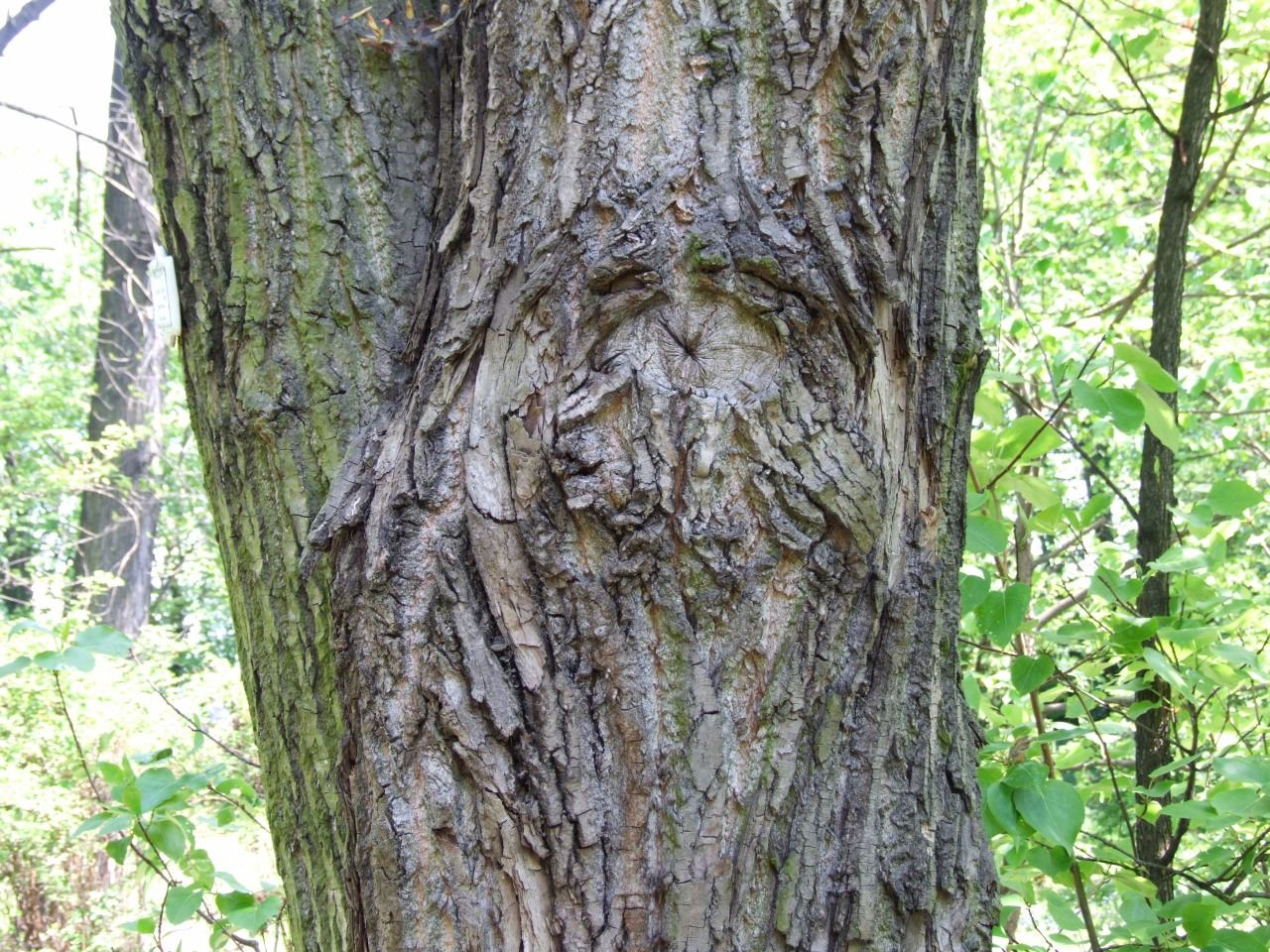
Kora

Zaliczana jest do sekcji topól wielkolistnych (Leucoides, która obejmuje trzy gatunki). Topola Wilsona rośnie w Polsce bardzo wolno, co w rodzaju Populus spotykane jest dość rzadko. Tworzy bardzo regularną, charakterystyczną koronę, zbudowaną z grubych gałęzi, które są skierowane promieniście ku górze.
Pędy są grube, nagie, ciemnozielone, błyszczące. Liście szerokojajowate z równą lub sercowatą podstawą, grube i skórzaste, długości około 20 cm i 15 szerokości. Pokryte kutnerem za młodu, potem nagie. Ogonek liściowy okrągły, długości ok. 10 cm i zielony (u P. lasiocarpa – purpurowy). W Polsce rosną tylko okazy żeńskie. Pąki wierzchołkowe duże, podobne do pąków kasztanowca, zaokrąglone na szczycie (u P. lasiocarpa są spiczasto zakończone). Kwiatostany i owoce są gęsto owłosione. 

## Systematyka
Populus wilsonii bywa włączana do Populus glauca s.l. (nazwa uznawana jest za synonim tego gatunku, podobnie jak Populus jacquemontiana Dode var. glauca (Haines) Kimura. Niektórzy autorzy wskazują jednak na istotne różnice morfologiczne pomiędzy tymi dwoma topolami, uzasadniające utrzymanie dla obu statusu odrębnych gatunków.